# Балле, Иван Петрович
Иван Петрович Балле ( Яган Баллей) (1741—1811) — военный деятель, адмирал Российского императорского флота, обер-экипажмейстер и обер-интендант флота, капитан над Астраханским портом, участник Первого Роченсальмского сражения. Член Адмиралтейств-коллегии, директор Училища корабельной архитектуры, сенатор.

## Биография
Иван Петрович Балле (Баллей Яган) родился 10 (21) ноября 1741 года в семье лекаря. Из «иноземцев», лютеранин.
В июле 1754 году поступил кадетом в морской корпус. С 1757 года по 1762 год ежегодно находился в кампаниях в Балтийском море и участвовал в кольбергской экспедиции. 5 апреля 1758 года произведён в гардемарины, в 1759 году — в капралы. 18 февраля 1760 года получил первое офицерское звание — мичман. В 1762—1763 годах служил при петербургских экипажеских магазинах. В 1764 году находился в практическом плавании в Финском заливе на линейном корабле «Святой Димитрий Ростовский» Балтийского флота. 2 июля 1764 года в заливе Рогервик корабль в составе эскадры принимал участие в показательном сражении, за которым с берега наблюдала императрица Екатерина II. В 1765 году был определён в галерный флот. На линейном корабле «Северный Орёл» перешёл из Архангельска в Кронштадт. 12 апреля 1766 году произведён в лейтенанты. На галере «Чечётка» плавал от Кронштадта до Фридрпхсгама.
Летом 1767 года командовал «кухонной» галерой «Нижний Новгород» и сопровождал императрицу Екатерину II в плавании по реке Волге от Твери до Симбирска. Из Ярославля был командирован в Тверь для приёма рекрутов, которых в 1768 году доставил в Санкт-Петербург. В том же году был командирован в Тавров.
В 1769—1770 годах служил в Азовской флотилии. В апреле 1771 года переведён из Таврова в Санкт-Петербург и причислен к Морскому кадетскому корпусу. 28 декабря 1771 года был произведён в капитан-лейтенанты. В 1773 году на линейном корабле «Святой Великомученик Пантелеймон» участвовал в практическом плавании в Балтийском море. В 1774 году, находясь на фрегате «Святой Марк», командовал придворными яхтами, а затем стал командиром брандвахтенного фрегата «Гремящий» в Кронштадте. В 1775 году назначен в должность капитана над Астраханским портом. В 1777 году произведён в капитаны 2 ранга. В начале 1780 года И. П. Балле доложил А. В. Суворову, прибывшему в Астрахань для подготовке похода русских войск против Ирана, о проекте деревянной военной шхуны, которую можно построить из местных материалов. Суворов одобрил этот проект и в рапорте на имя князя Г. А. Потёмкина особо отметил, что «конструкция та дешева, способна и полезна», и рекомендовал осуществить проект Балли. 1 января 1782 года Балле был произведён в капитаны 1 ранга. В 1783 году командовал новопостроенным в Санкт-Петербурге 74-пушечным кораблём при проводке его в Кронштадт. 22 декабря 1783 года назначен в интендантскую экспедицию исполняющим должность обер-экипажмейстера в Петербурге. 10 января 1785 году назначен на должность обер-экипажмейстера бригадирского ранга, через год 15 января назначен в обер-интенданты флота. 22 сентября 1787 года произведён в генерал-майоры с исправлением той же должности.

Первое Роченсальмское сражение (а)

Во время русско-шведской войны 1788—1790 годов И. П. Балле служил под руководством генерал-интенданта флота вице-адмирала П. И. Пущина. 7 июля 1789 года И. П. Балле был командирован на театр военных действий. Его взяли в поход по просьбе принца вице-адмирала Нассау-Зигена «для разных по гребному флоту исправлений». Перед Роченсальмским сражением между принцем Нассау и адмиралом А. И. Крузом, командовавшим так называемой «резервной эскадрой», возникли разногласия на тактической почве из-за плана сражения. Нассау требовал, чтобы эскадра Круза первой начала атаку, а Круз наоборот предлагал главным силам выдвигаться первыми, а его эскадру оставить на юге для заграждения выхода неприятелю. Вследствие несогласий, 13 августа, в первый же день Роченсальмского сражения, по приказу Екатерины II, отряд Круза был передан под командование генерал-майора И. П. Балле. Смена командования эскадрой произошла в течение четверти часа, и Круз сразу же отправился в Фридриксгам, а оттуда в Санкт-Петербург. Балле имел свой брейд-вымпел на фрегате «Симеон». Его отряд геройски выдерживал натиск главных сил шведской эскадры в течение 8 часов. В сражении многие суда эскадры Балле получили значительные повреждения, не имели снастей и орудий, команда судов уменьшилась наполовину. Был ранен командир шебеки «Летучая» лейтенант Егор Рябинин, погиб командир фрегата «Симеон» капитан-лейтенант Григорий Грин, получили ранения капитан 1 ранга Винтер, командир шебеки «Быстрая» лейтенант Сарандинаки, командир бомбардирского корабля «Перун» капитан-лейтенант Сенявин. Суда «Поспешный», «Перун», «Быстрая», «Легкая», «Секретное» и «Осторожное» подняли сигнал, что они терпят бедствие. Когда положение эскадры Балле стало совсем угрожающим, Нассау-Зиген решил наконец вступить в сражение. Однако передовой отряд графа Юлия Литта, подойдя к Королевским воротам, натолкнулся на затопленные транспорты и не имел прохода на Роченсальмский рейд. Литта принял решение о расчистке прохода. Под градом картечи, солдаты и матросы в течение четырех часов с помощью топоров и ломов расчищали путь галерам. К тому времени, на судах эскадры Балле были израсходованы все снаряды и пули, все весла были сломаны, а паруса и мачты сбиты. Балле вынужден был дать сигнал судам к отходу. Шведские корабли пошли на абордаж. Им удалось овладеть бомбардой «Перун» и пакетботом «Поспешный», но в это время через Роченсальмский проход неожиданно для шведов ворвался передовой отряд судов Литта, который отбил захваченные корабли, захватил вражеский фрегат «Аф-Тролле», восемь галер и канонерскую лодку, два судна «Рогвальд» и «Бьерн-Иернсида». Шведы в беспорядке стали отступать. Сражение продолжалось до двух часов ночи 14 августа и окончилось полной победой русских моряков. 22 августа 1789 года Балле был награждён орденом Святой Анны 1 степени за храбрость, проявленную в этом сражении. Участник сражения адмирал П. В. Чичагов в своих мемуарах писал: «Принц Нассау был награжден орденом Св. Андрея (Первозванного), но заслужили его храбрые офицеры, — как Балле, Турчанинов, граф Литта… и другие. С такими подчиненными нетрудно было пожинать лавры господам иностранцам!».
1 апреля 1795 года И. П. Балле был произведён в генерал-поручики с оставлением в прежней должности. С 1796 года Балле состоял в должности генерал-интенданта. Периодически замещал адмирала П. И. Пущина в Адмиралтейств-коллегии. 26 марта 1797 года пожалован в генерал-лейтенанты. В 1799 году в ведение Балле были переданы гавани Кронштадтской крепости. Он успешно организовал тяжёлые работы по их очистке и углублению.
Из письма Великого Князя Павла Петровича Императрице Екатерине II о кандидатуре для осмотра балтийских портов:

«Получа от вас записку и указ, размышлял: кого назначить в сию посылку? и не нашёл, как и вы, способнее Баллея».

14 марта 1801 года произведён в адмиралы с назначением присутствовать в комитете по составлению лесного устава. С октября 1802 года — член Адмиралтейств-коллегии и директор Училища корабельной архитектуры. При нём был утверждён первый Устав училища и произведён первый досрочный выпуск самых способных учеников в драфцманы — И. А. Курочкина и А. А. Попова, впоследствии видного учёного и кораблестроителя. Балле исполнял должность директора училища до 1805 года.
В апреле 1805 года стал членом Сената (сенатором).
Иван Петрович Балле умер 7 (19) сентября 1811 года, похоронен на Смоленском лютеранском кладбище Санкт-Петербурга.

## Награды
- Орден Святой Анны (1789)[1];
- Орден Святого Александра Невского (1799)[1];
- Орден Святого Владимира 2 степени (1799)[1];
- Серебряная медаль «За храбрость в водах Финских 13-го августа 1789 года»[14].

## Семья
- Сестра — Ульяна, была замужем первым браком за архитектором Карлом-Христианом Паульсеном, вторым браком — за архитектором Иваном Петровичем Кребером[15].
- Сестра — Елизавета Паульсен (26 октября 1753 — 10 декабря 1825), жена архитектора Готлиба-Христиана Паульсена[16]
- Жена — Анна Петровна (1760—13 марта 1805)[2]
- Сын — Александр Иванович де Балле (1775—1829), полковник (30 ноября 1803 года), с 5 ноября 1799 года по 27 июня 1807 года — командир Олонецкого мушкетёрского полка, участник Итальянского похода Александра Васильевича Суворова[17].

В 1786 году И. П. Балле был пожалован участок на Театральной площади в Санкт-Петербурге. Участок был разделён на четыре части. Семья Балле жила на Театральной площади в дом № 14. Участок дома № 12 был продал инструментальных дел мастеру Ф. Моргану, дом № 10 Балле подарил сестре Ульяне, а участок дома № 8 — сестре Елизавете.